# عصام الحداد
عصام الحداد (مواليد محافظة الإسكندرية) قيادي بارز في جماعة الإخوان المسلمين في مصر، حيث كان عضوًا في مكتب الإرشاد حتّى تعيينه مساعدًا لرئيس جمهورية مصر العربية «للشئون الخارجية» يوم 27 أغسطس 2012.
نال بكالوريوس من كلية الطب بجامعة الإسكندرية قسم التحاليل الطبية. كان له نشاطه طلابي بارز، حيث انتخب رئيسًا لاتحاد طلاب كلية الطب. سافر إلى ألمانيا واشترك في أبحاث علمية للتحاليل الطبية. سافر إلى إنجلترا للحصول على الدكتوراه في الطب. حصل على ماجستير إدارة الأعمال بجامعة أستون بإنجلترا.
له خمسة من الأولاد وبنت واحدة. لم يترشح في الانتخابات النيابية من قبل. اعتقل من مايو 2009 إلى نوفمبر 2009. وهو شقيق مدحت الحداد المحكوم عليه بـثلاث سنوات في المحكمة العسكرية الأخيرة للإخوان.